# 마영태
마영태(馬榮泰, 1946년 ~ )는 대한민국의 에스페란티스토이다. 건국대학교 농과대학 3학년에 재학 중이던 1966년에 에스페란토를 처음 접했다. 단국대와 한국외국어대학교에서 에스페란토 강의를 하였다. 한국에스페란토협회 어학위원장이며, 2007년 4월 한국인으로서는 최초로 에스페란토 학술회 회원으로 선출되었다. 2008년 중국 난징 대학에서 개설한 강좌 ‘언어도입교육을 위한 에스페란토 실험교육’의 초빙 교수로 임명되기도 했다.

## 저서
- 국제어 에스페란토 교본 (한신문화사, 1985년)
- (에스페란토 학습총서 1) 에스페란토 첫걸음 (덕수출판사, 1989년)
- (에스페란토 학습총서 2) (주제별) 에스페란토 회화 (덕수출판사)
- (에스페란토 학습총서 3) 에스페란토 문체론 (덕수출판사)
- (에스-한, 한-에스) 에스페란토 사전 (한국외국어대학교 출판부, 2006년)
- 에스페란토-한국어 신약전서 (동명출판사, 2003년)
- (에스페란토-한국어대조) 성경전서(구약+신약). CD 버전. 2011
- 인터넷 사전(에스-한, 한-에스 사전) (2012년) http://vortaro.esperanto.or.kr/ekma/
- 한국에스페란토운동 100주년 기념 [마영태에스페란토총서].  서울, 한국에스페란토협회 발간, 2020.  전7권 10책.  1권: 에스페란토의 기초와 회화 / 2권: 에스페란토의 작문, 숙어, 속담 / 3권: 즐거운 에스페란토나라(퀴즈, 단어놀이, 노래 등), 영어-에스페란토-한국어회화 / 4권: 에스페란토 편람 / 5권: 성서로 배우는 에스페란토 / 6권: (에스페란토-한국어 대조) 영혼의 양식(큐티 설교집) / 7권: 이상한 언어, 행복한 50년 (자서전: 사람들이 모르는‘이상한 언어’ 에스페란토를 사용하며‘행복한 50년’을 보낸 한 노인의 재미있고 유익한 인생 이야기, 20여편의 기독교 신앙 체험담)
- 논문 및 기사:  1. 에스페란토 사전의 표준화에 관한 연구, 2007년, 일본 요코하마 세계대회에서 발표 / 2. 독도: 한국 땅인가 일본 땅인가? Monato지 2005. 6월호. /   3. 즐거운 에스페란토 나라. 2011. 12. La Revuo Orienta지 / 4. 자멘호프 - 인류의 위대한 스승. El Popola Ĉinio. 2009. 12. / 한국에서도 자멘호프의 꿈이 실현되고 있다. UEA기관지 ESPERANTO. 2020. 6.

### 수상
1971년 일본에스페란토대회 웅변대회 입상 (일본에스페란토협회)
1994년 에스페란토학술부문 공로상 수상 (사. 한국에스페란토협회)
1997년 단국대학교 20년 근속상 수상 (단국대학교)
2002년 데구치상 수상(세계에스페란토협회)
2010년 해평민족상 수상(사. 한국에스페란토협회)
2020년 협회창립 100주년기념 원로회원 추대(사. 한국에스페란토협회)